# Canale 5
Canale 5 é um canal italiano de televisão aberta de propriedade da Mediaset, o principal grupo de mídia do país. Sua programação consiste em programas de entretenimento, informação, filmes, séries de televisão, eventos esportivos, desenhos animados e animes.

Primeiro logo do canal utilizado até 1981

O canal foi ao ar pela primeira vez em 1978, como TeleMilano 58. Em 11 de novembro de 1980 passou a se chamar Canale 5, com transmissão realizada por meio de uma rede de emissoras locais controladas pelo empresário Silvio Berlusconi, presidente da Fininvest. A nova emissora virou principal concorrente do monopólio da RAI naquele momento.
Seu sucesso de audiência e sua lucratividade publicitária ajudaram a Fininvest a assumir o controle de seus rivais Italia 1 e Rete 4, obtendo assim um monopólio de fato na televisão comercial e um duopólio com a RAI que só foi quebrado em meados da década de 1990.
Em 4 de dezembro de 2012, a Mediaset lançou o Canale 5 HD, uma transmissão simultânea do Canale 5 em alta definição. Desde janeiro de 2013, Canale 5 é dirigido por Giancarlo Scheri.

## Ligações Externas
- Site oficial